# 穿鼻之战
穿鼻之战，又稱第一次穿鼻之戰，是1839年11月英军和清军在廣東虎門發生的一場海戰，為鴉片戰爭的前哨戰。清水師的四艘船被英國皇家海軍擊沉，令珠江口一帶氣氛緊張:58。

## 背景
1839年6月虎门销烟后，清廷欲將欽差大臣林則徐調任兩江總督，但林則徐拒絕，他認爲雖然銷毀了已到的鴉片，但今後仍可陸續有來:12。林則徐堅持要求英商出具「甘結」（即保證書）承諾以後不再走私鴉片來華，違者「貨盡沒官，人即正法」:178-180。他堅持具結要求是因爲他知道洋人講求信義和契約精神，正如他早前向洋商發出的繳煙諭帖所指：
本大臣家居閩海，於外夷一切伎倆，早皆深悉其詳……聞該夷平日重一信字，果如本大臣所諭，已來者盡數呈繳，未來者斷絕不來，是能悔罪畏刑，尚可不追既往。——《諭各國夷人呈繳煙土稿》，1839年3月18日
但是，時任英國代表、駐華商務總監義律和一眾英國商人則堅決抵制這一要求，認爲清政府「人即正法」不經審訊即處死違約者與國際法相悖，不可接受；加上由於走私鴉片的躉船根本無須進口，故義律向林則徐指出，具結的死刑威脅無法震懾在外洋賣貨的躉船主，應設法根除此弊；林則徐的友人魏源認爲義律的建議合理，是和平解決雙方分歧的契機:51。但林則徐「嚴駁不許」，僵局至此形成:51-52。
5月24日，結束軟禁的義律和全體英國人前往澳門，沒有接受林則徐的具結要求。義律敦促英國政府對中國採取「迅速而有力的措施」，商人們也呼籲國會採取步驟，以兌現義律對被收繳鴉片作出賠償的保證:179。

## 過程
英船“Thomas Coutts”對義律拒絕代表英商具結的命令置之不理，於1839年10月15日駛入黃埔具結貿易，商船“噹啷”（皇家撒克遜號）亦將入港:63；林則徐以爲英商就範，改採強硬態度，於10月25日命令停泊在外海的船隻於三日內入港，或者駛返本國，否則縱火燒毀:63。11月2日，窩拉疑號艦長亨利·史密斯與義律率兩艘軍艦:63，駛至虎門口外的穿鼻島進行封鎖，準備制止英國船隻再次進口，並投書廣東水師提督關天培，要求不得火燒英國船隻，准許英國人上岸居住:58。
11月3日上午，廣東水師提督關天培率領29隻兵船駛向英艦:63，此時英軍誤以爲清軍艦上之紅旗為宣戰之意，於是炮擊清軍軍艦；但林則徐方面奏稱，“噹啷”入口，而英國兵船追令折回，關天培聞而詫異，率兵船阻止，英船開炮:63。
英艦窩拉疑號以右舷的榴彈砲猛烈射擊在五十五碼外的清軍軍艦。一艘火船立即沉沒，另一艘帆船的彈藥庫則被射中並爆炸起火。清軍艦上的十八磅實心彈炮未能平射，只射中英艦主桅和帆。三艘清軍火船被擊沉，另有多艘受損。清軍艦隊掉頭離開，只有關天培的旗艦繼續還擊。義律認爲該艦不會對英軍造成太大威脅，於是命令窩拉疑號船長亨利·史密斯停火。最後在雙方對峙了半個小時後，關天培命令被七發榴彈砲擊中，右舷炸開兩個洞的旗艦離開，英軍也開始回航。事件中窩拉疑號主桅受損，艙樓和大帆都被砲彈擊毀，英船風信子號被一個十二磅炮擊中受損，帆索被打斷，船帆亦被打至鬆脫，另外疑似有1個英軍水手伤重不治。清軍船員15人死亡，30多人受傷，關天培左手亦被炸傷。
- 窩拉疑號軍官Peter William Hamilton所繪海戰圖
- Miller所繪海戰圖

## 後續
其後，1839年11月4日、8日、10日，林則徐奏報清兵與英船小戰六次，均爲清兵全勝，依英軍記錄則英軍並未參戰。

## 外部連結
英國風信子號的模型 （页面存档备份，存于）. 英國國家海事博物館